# Partito della Causa Operaia
Il Partito della Causa Operaia ( PCO ) è un partito politico brasiliano di estrema sinistra. I suoi colori sono il rosso e il giallo e il suo numero elettorale è il 29. È stata fondata nel 1995 da dissidenti della Causa Operária (CO) affiliati al Partito dei Lavoratori (PT), e da allora il suo presidente è stato il giornalista Rui Costa Pimenta. Il suo simbolo contiene tre araldici socialisti: la falce e il martello, che rappresentano la classe operaia (lavoro agricolo e industriale), e l'ingranaggio.
Il partito ha un giornale (Diário Causa Operária) e un canale YouTube (Causa Operária TV). Nel novembre 2021 il partito contava 4.151 membri.

## Storia

### Causa dei lavoratori
Nel 1979 è stata fondata la Causa Operária ( CO ), un'organizzazione sinistra marxista, di orientamento trotskista, attiva in Brasile tra gli anni '80 e '90, dando poi vita al Partito della Causa Operária. Il motivo della separazione implica letture divergenti in relazione alla situazione argentina nell'ambito della IV Internazionale guidata dal francese Pierre Lambert. Inizialmente chiamato la Quarta Organizzazione Internazionale, il gruppo è stato successivamente riconosciuto con il nome del suo portavoce (allora mensile), Causa Operária , pubblicato dal giugno 1979.

### Espulsione del PT e fondazione del PCO
Nel 1992, dopo la sua espulsione dal PT, il CO aderì al Fronte Rivoluzionario, composto principalmente dalla Convergenza Socialiste, che portò alla fondazione del Partito Socialista Unificato dei Lavoratori (PSTU). Sul Fronte prima della formazione del PSTU, gli attuali militanti della Causa Operaia si sono riorganizzati come partito politico legale dal 1995, cambiando il suo nome in Partito della Causa Operaia per segnare la continuità organizzativa, politica e ideologica.  Il PCO ha ottenuto la registrazione definitiva il 30 novembre 1997.

## Ideologie e posizioni politiche
Il PCO è noto per le sue posizioni socialiste rivoluzionarie di estrema sinistra, che difendono le ideologie di Karl Marx e Leon Trotsky.
| Argomento                                      | Posizione |
| ---------------------------------------------- | --------- |
| Disarmo                                        | no        |
| Democrazia                                     | si        |
| Depenalizzazione delle droghe                  | si        |
| Neoliberismo                                   | no        |
| Rivoluzione del proletariato                   | si        |
| Legalizzazione dell'aborto                     | si        |
| Riforma terriera                               | si        |
| Privatizzazione                                | no        |
| Riduzione dell'età della responsabilità penale | no        |
| Tasse sulle chiese e templi religiosi          | si        |
| Nuova Assemblea Costituente                    | si        |

### Disarmo
Il PCO è contrario alla politica di disarmo, essendo favorevole alla difesa della popolazione armata, affermando che la violenza è stimolata dall'apparato "politico-militare-giudiziario". Inoltre, il presidente del partito, Rui Costa Pimenta, afferma che:
"Le persone disarmate sono persone schiavizzate. Le persone armate sono persone che controllano il proprio destino. [...] Limitare il diritto di portare un'arma, voler raggiungere la destra, non può funzionare. La restrizione colpisce solo la popolazione più povera. Il diritto di avere armi ed evitare l'infrazione. È dovere della classe operaia e dei movimenti sociali lottare per formare veri e propri gruppi per la difesa dei diritti della popolazione, che saranno preparati ad affrontare la destra già armata e pronta a combattere in difesa dei propri interessi di classe."

### Aborto
Il collettivo femminile del partito afferma che: "difende la legalizzazione dell'aborto come parte dei diritti democratici della popolazione". E ancora: "La morale e la religione non appartengono a questa discussione, spetta alla donna la decisione se una gravidanza prosegua o meno."". Rui Costa Pimenta afferma che la posizione del partito è:
"Garantire le condizioni affinché la lavoratrice possa avere i figli che desidera, con salari bassi e poca assistenza i problemi per questo. Criminalizzare l'aborto è un'idea crudele, mi stupisce che le persone religiose mettano le persone in prigione per questo. L'aborto sicuro deve essere fatto attraverso la rete pubblica. Quindi, con condizioni migliori per la popolazione, l'aborto diminuirebbe ".

### Imperialismo
Il PCO accusa Usa e Francia di usare l'Amazzonia per interferire in Brasile, con la scusa di "proteggere la natura".
Il partito accusa anche gli Stati Uniti di aver tentato di compiere un colpo di Stato in Venezuela cercando di conquistare il petrolio del paese e utilizza dispositivi come gli embarghi economici e il divieto del paese sulle transazioni internazionali e persino sull'acquisto di cibo e medicine. Dice anche che Cuba è un'altra vittima degli, che subisce boicottaggi ed embarghi economici da parte degli Stati Uniti e dei paesi imperialisti, che limitano lo sviluppo dell'isola. Il partito accusa sempre il governo degli Stati Uniti, con l'aiuto di Israele, di voler controllare l'Iran e l'intera regione del Medio Oriente a causa del petrolio e del potere economico.

### Legalizzazione delle droghe
Il partito sostiene che la repressione della polizia in Brasile ha la droga come pretesto principale, opprimendo le classi più povere. Rui ha anche detto che:
"È un crimine come la prostituzione, solo un problema morale trasformato in legislazione. Riteniamo che il problema del consumo di droga, contrariamente a quanto l'ideologia conservatrice cerca di presentare, sia un problema per tutti, non un problema morale."

### Neoliberismo
Il Partito della Causa Operaia sostiene che il neoliberismo presenta numerosi problemi, principalmente per le classi più povere. Cita il Cile, che, una volta un modello, ora mostra il suo altro lato con la crisi del capitalismo. Rui dice che:
"In Cile, questa politica neoliberista è sempre stata identificata come una politica di successo. Vale a dire, la borghesia internazionale ha presentato il problema come se fosse: "se fai una riforma neoliberista radicale, raggiungi un equilibrio nella società". Ora stiamo vedendo che questa è una polveriera e che la popolazione vive semplicemente sul filo del rasoio. Ora che la crisi del capitalismo mondiale si è un po' aggravata, è totalmente insostenibile."

### Riduzione dell'età della responsabilità penale
Il partito è contrario, affermando che i giovani neri e poveri saranno penalizzati con il provvedimento, subendo più violenze e soprusi nelle carceri, già sovraffollate. Inoltre, ci saranno più persone reclutate in fazioni criminali, aumentando così la violenza e più persone in condizioni precarie che lo Stato non sarà in grado di affrontare.

### Privatizzazioni
Il PCO è contro la privatizzazione, sostenendo che dall'era FHC, i costi dei servizi sono aumentati con la privatizzazione, oltre a servire solo la parte della popolazione che ha i soldi per pagare i servizi. Inoltre, privatizzazioni come quella di Vale, oltre ad essere vendute per molto meno di quanto valgono effettivamente, consegnano una buona parte della nostra ricchezza nelle mani di pochi capitalisti, che mirano solo al profitto, non alla qualità del servizio fornito. Affermano anche che lo stato "raschia" le società per venderle in seguito, e la vendita di società brasiliane come Embraer serve solo per il monopolio del capitale straniero e la distruzione dell'industria nazionale.

### Militare
Rui sostiene che le forze armate dovrebbero garantire la sovranità nazionale, affermando che il servizio militare dovrebbe essere obbligatorio anche per le donne, in modo che la popolazione sappia difendersi, inoltre i comandanti devono essere eletti dalle truppe stesse. Ritiene addirittura che anche i militari debbano avere il diritto di sciopero e di aderire a un sindacato, cioè dovrebbero avere gli stessi diritti di chiunque altro, e che questo divieto favorisca solo l'alto comando militare, che sarebbe il settore che rappresenta. gli interessi borghesi e quelli dei grandi capitalisti nelle forze armate, e che detengono il potere principalmente sui militari di basso rango. Afferma che, in questo modo, verrebbe impedito il consolidamento del dominio burocratico e dittatoriale sulle forze armate, rendendolo più democratico.
Il partito sostiene che il Brasile dovrebbe avere diritto al proprio programma nucleare e che l'ammiraglio Othon Pinheiro da Silva, padre del programma nucleare brasiliano, è stato ingiustamente arrestato dall'operazione Lava Jato, e accusano anche paesi come gli Stati Uniti di sabotare il programma. centrale nucleare nazionale, in riferimento al Programma di sviluppo sottomarino della marina brasiliana (Prosub). In un estratto dalla nota, afferma:
"Non avere la propria tecnologia in un'area strategica come il nucleare ha posto il paese come ostaggio degli interessi dell'imperialismo. Avere il tuo primo sottomarino nucleare e tutte le infrastrutture per costruirne di più e andare oltre è intollerabile. Ancora di più quando si tratta di un progetto con un budget di 23 miliardi di R $."

### Temi generali
Il partito è anche un forte critico dell'operazione Lava-Jato, un sostenitore dell'abrogazione della riforma delle pensioni, riducendo la giornata lavorativa a 35 ore settimanali per aiutare a ridurre la disoccupazione e sciogliere la polizia militare, che considera opprimere le classi.
Ritiene che l'impeachment di Dilma Rouseff nel 2016 sia stato un colpo di Stato e che l'arresto dell'ex presidente Lula sia stato una frode per impedirgli di candidarsi alle elezioni del 2018, affermando inoltre che le elezioni sono controllate dalla giustizia, dai grandi imprenditori e dagli organi di comunicazione.
Attualmente il partito, insieme a Rui Costa Pimenta, sta organizzando diverse manifestazioni e campagne in Brasile con il motto "Fora Bolsonaro".

## Partecipazione elettorale e performance
Il PCO ha iniziato a partecipare alle elezioni nel 1996, quando ha lanciato alcuni candidati alle elezioni municipali. Nelle elezioni del 1998, il partito ha lanciato candidati a governi statali e senatori a San Paolo, Minas Gerais, Rio de Janeiro, Paraíba e Rio Grande do Sul. Nel 2004, nella municipalità amazzonica di Benjamin Constant, il PCO ha eletto il suo primo e l'unico consigliere del paese fino ad oggi: João Vieira da Silva, ricevendo 635 voti.
Nelle elezioni municipali del 2012, il PCO ha partecipato solo in 6 città in tutto il paese. A Belo Horizonte, João Pessoa, Rio de Janeiro e San Paolo.

### Partecipazione alle elezioni presidenziali
Nel 2002 il CPO ha lanciato Rui Costa Pimenta come candidato alla Presidenza della Repubblica, ottenendo 38.619 voti (0,05%).
Nel 2006 è stato nuovamente candidato, ma la Corte elettorale superiore (TSE) ha respinto la domanda di registrazione della candidatura per presunto errore nella responsabilità relativa alla campagna presidenziale delle elezioni del 2002. Per protesta, il partito ha iniziato a utilizzare la sua parte del programma politico protestare contro le TSE e incoraggiare la popolazione a fare lo stesso. Il partito ha affermato che l'azione della TSE era una "aberrazione legale", poiché la TSE ha utilizzato una decisione del 2004, con effetto retroattivo sul ritardo nella resa dei conti nel 2002. La protesta del PCO è stata sospesa perché, secondo al TSE, si è verificata una "distorsione del programma trasmesso dall'associazione, che mostra contenuti apparentemente offensivi e dissociati dai fini della libera propaganda elettorale".
Nel 2010 Rui Costa Pimenta si è candidato per la seconda volta, avendo ottenuto 12.206 voti (0,01%).
Nel 2014 il PCO si è ripresentato, sempre candidando Rui, ottenendo 12.324 voti (0,01%).
Nel 2018, il partito ha deciso di sostenere in modo critico la candidatura del candidato alla presidenza del PT, Luíz Inácio Lula da Silva. Il partito, tuttavia, ha rifiutato di entrare nella coalizione a causa di differenze programmatiche.
| Ano  | Imagem | Candidato(a) a Presidente | Candidato a Vice-Presidente | Coalizione | Voti   | %    | Posizione | Ref. |
| ---- | ------ | ------------------------- | --------------------------- | ---------- | ------ | ---- | --------- | ---- |
| 2002 |        | Rui Costa Pimenta (PCO)   | Pedro Paulo de Abreu (PCO)  | PCO        | 38.619 | 0,04 | 6º        |      |
| 2010 |        | Rui Costa Pimenta (PCO)   | Edson Dorta Silva (PCO)     | PCO        | 12.206 | 0,01 | 9º        |      |
| 2014 |        | Rui Costa Pimenta         | Ricardo Machado (PCO)       | PCO        | 12.324 | 0,01 | 11º       |      |

## Media e corsi
Il PCO presenta settimanalmente il programma settimanale di analisi politica sul canale televisivo Causa Operária di YouTube, discutendo sui principali temi politici della settimana, e anche ogni venerdì sul programma di analisi internazionale, dibattendo sui principali eventi politici internazionali della settimana.
Il partito tiene conferenze e corsi di formazione teorica e politica marxista come la Holiday University e la Marxist University, presentando temi di storia, economia e politica, oltre al corso di marxismo, in cui si discute di questioni storiche dal punto di vista del marxismo, come la questione dei neri, le università e la questione delle donne.